# Büppel
Büppel ist ein Stadtteil von Varel im Landkreis Friesland in Niedersachsen. Büppel hat 2373 Einwohner (Stand: 30. Juni 2010).

## Geographie
Büppel liegt südlich der Stadt Varel, im Westen liegt Obenstrohe. Südwestlich schließt sich ein Wald an, im Süden der Ortsteil Neudorf sowie Felder und Moore. Südöstlich ist Jethausermoor und Hohelucht gelegen, nordöstlich Jethausen, Streek und Hohenberge.

## Geschichte/Namensherkunft
Büppels Besiedlung begann vermutlich schon vor 1540. Auswertungen der Akten des Kirchenspiels Varel, die erst in jüngerer Zeit vorgenommen wurden, belegen dies und korrigieren die bisherige Annahme, Büppel sei erstmals 1570 durch Johan Budde (genannt Johan aufn Büppel oder Jan upp'n Büppel) bebaut worden. Die Bebauung von 1540 bestand aus einer Hausmannsstelle und zwei Kötereien, deren Hausstellen heute noch existieren.
Seit dem Mittelalter wird der Name „Büppel“ für einen bis zu acht Meter hohen Sandhügel nordöstlich Büppels verwendet, der im 16. Jahrhundert zu Obenstrohe gehörte. Der erste Siedler in Büppel, Dirich tho Bodeker, wurde in den Akten als „Obenstroher Hausmann“ geführt, der zweite und dritte führten „Büppel“ bereits im Namen.

## Sport und Freizeit
In Büppel ist der TuS Büppel 1910 e. V. ansässig und bietet verschiedene Sportangebote. Die Frauen-Fußballmannschaft spielt in der dritthöchsten deutschen Spielklasse, der Regionalliga (Stand 2022/2023). Zu den weiteren Sportarten gehören Aikido, Ballsportarten, Schwimmen und Turnen. Ferner existiert dort eine Schule für Selbstverteidigung.
Darüber hinaus gibt es seit 1995 den SV Büppel, der neben Tischtennis, Inlinersport und Fußball auch Bikepolo als eigene Sparte besitzt.